# Manuel Pellegrini
Manuel Luis Pellegrini Ripamonti (født 16. september 1953) er en tidligere chilensk fodboldspiller og nuværende træner, der pr. 2023 er træner for den spanske klub Real Betis. Han har tidligere været træner for bl.a. Real Madrid og Manchester City F.C..
Som fodboldspiller spillede han hele meste af sin karriere for Universidad de Chile i perioden 1973-1986, hvor han spillede midterforsvarer. Han spillede i alt 451 kampe og scorede et mål i første division.
Som træner debuterede han med Universidad de Chile i 1988, men forlod holdet midt i sæsonen for at specialisere sig i kurser i udlandet. Samme år gik holdet ned i division. På internationalt plan har han opnået stor succes primært i Argentina og Spanien.
Den 1. juni 2009 blev han udnævnt til træner for Real Madrid, hvilket gjorde ham til den første chilenske træner for holdet. Et år senere i 2010, blev han erstattet af portugiseren José Mourinho.
I 2013 blev Pellegrini udnævnt, som træner i Manchester City F.C, det lykkedes Pellegrini at vinde Premier League det første år i klubben, så den første og eneste ikke europæiske manager. Derudover vandt Pellegrini også Pokal titlen sit første år i klubben. Manchester City havde aldrig avanceret sig videre fra gruppespillet i Champions League, men dette skete også under Pellegrini, hvor man i nåede til 8.-dels finalerne i turneringen, inden man måtte se sig slået ud af FC Barcelona.